# When There Are Grey Skies
When There Are Grey Skies è un album di Red Garland, pubblicato dalla Prestige Records nel 1962. Il disco fu registrato il 9 ottobre del 1962 al Rudy Van Gelder Studio di Englewood Cliffs, New Jersey.

## Tracce
Lato A
1. Sonny Boy – 5:12 (Lew Brown, Buddy De Sylva, Ray Henderson, Al Jolson)
2. My Honey's Lovin' Arms – 3:35 (Joseph Meyer, Herman Ruby)
3. St. James Infirmary – 6:31 (Brano tradizionale, adattamento di Joe Primose)
4. I Ain't Got Nobody – 3:51 (Roger Graham, Dave Peyton, Spencer Williams)

Lato B
1. Baby, Won't You Please Come Home – 4:04 (Charles Warfield, Clarence Williams)
2. Nobody Knows the Trouble I See – 11:56 (Brano tradizionale)

Edizione CD del 1992, pubblicato dalla Original Jazz Classics Records
1. Sonny Boy – 5:15 (Lew Brown, Buddy De Sylva, Ray Henderson, Al Jolson)
2. My Honey's Lovin' Arms – 3:39 (Joseph Meyer, Herman Ruby)
3. St. James Infirmary – 6:39 (Brano tradizionale, adattamento di Joe Primose)
4. I Ain't Got Nobody – 3:54 (Roger Graham, Dave Peyton, Spencer Williams)
5. Baby, Won't You Please Come Home – 4:07 (Charles Warfield, Clarence Williams)
6. Nobody Knows the Trouble I've Seen – 11:59 (Brano tradizionale)
7. My Blue Heaven – 3:51 (Walter Donaldson, George Whiting) – Bonus track-brano inedito

## Musicisti
- Red Garland - pianoforte
- Wendell Marshall - contrabbasso
- Charlie Persip - batteria